# Florimond Girard
Florimond Girard, né le 9 janvier 1900 à Saint-Julien-de-Maurienne et mort le 4 septembre 1970 à Saint-Jean-de-Maurienne), est un homme politique français, résistant, maire de Saint-Jean-de-Maurienne et député de Savoie.

## Des mines de Maurienne à la Résistance
Florimond Girard est né en 1900 à Saint-Julien-Montdenis. À 13 ans, il travaille à la carrière d’ardoises, puis à 17 ans quitte la vallée de la Maurienne pour travailler comme mineur au Maroc. Il effectue ensuite son service militaire dans le corps expéditionnaire. Revenu à Saint-Jean-de-Maurienne, il devient assureur.
Mobilisé en 1940, il est l’un des premiers résistants de Maurienne. En 1942, il encadre les Mouvements unis de la Résistance, mais est arrêté l’année suivante par la police de Vichy, s’évade et rejoint le maquis, où il est arrêté par l’OVRA italienne. De nouveau arrêté en novembre 1943 par la Gestapo, il est finalement libéré. De nouveau dans le maquis, il commande une compagnie de l’Armée secrète, comme capitaine. Il participe à la libération de Saint-Jean-de-Maurienne, puis est blessé à Modane.

## L’entrée en vie publique à la Libération
Maire de Saint-Jean-de-Maurienne de 1945 à 1953, il participe à la modernisation de la ville. De 1953 à 1970 il est conseiller municipal. Il est également conseiller général du canton de Saint-Jean-de-Maurienne de 1958 à 1970.
En 1958, il est le suppléant du député Pierre Dumas. Celui-ci nommé ministre en 1962, Florimond Girard le remplace à l’Assemblée nationale jusqu'en 1968.
En 1968, fatigué, il refuse de se représenter. Le maire d’Hermillon Léopold Durbet devient suppléant de Pierre Dumas, puis député lorsque ce dernier redevient ministre (1968-1969).
Florimond Girard est alors nommé membre du Conseil économique et social. Il meurt le 4 septembre 1970 à Saint-Jean-de-Maurienne
Son fils René Girard, ingénieur, est maire de Bramans et conseiller général du canton de Lanslebourg.

## Décorations militaires
- Officier de la Légion d’honneur
- Croix de guerre avec palme
- Officier de la Médaille de la Résistance
- Chevalier des Palmes académiques
- Commandeur de la médaille d’honneur franco-britannique

## Mandats
- Maire de Saint-Jean-de-Maurienne de 1945 à 1953
- Conseiller municipal de Saint-Jean-de-Maurienne de 1953 à 1970
- Conseiller général du canton de Saint-Jean-de-Maurienne de 1958 à 1970
- Député de 1962 à 1969
- Membre du Conseil économique et social

## Sources
- Le Dauphiné libéré du 5 septembre 1970
- Almanach du Vieux Savoyard